# Kassoum (département)
Kassoum est un département et une commune rurale du Burkina Faso, situé dans la province du Sourou et la région de la Boucle du Mouhoun. En 2012, il comptait, 20 973 habitants.

## Villages
Le département comprend un village chef-lieu  (populations actualisées en 2012) :
- Kassoum (1 086 habitants)

et 34 autres villages :
- Ban (414 habitants)
- Bangassi (1 188 habitants)
- Bao (717 habitants)
- Bassan (1 285 habitants)
- Bonro (571 habitants)
- Bourgou (562 habitants)
- Daré (326 habitants)
- Dialla (155 habitants)
- Dian (660 habitants)
- Dianra (269 habitants)
- Diélé (820 habitants)
- Douban (836 habitants)
- Doussoula (639 habitants)
- Kankani (367 habitants)
- Koulara (166 habitants)
- Kourani (471 habitants)
- Mara-Grand (1 162 habitants)
- Mara-Petit (238 habitants)
- Naré (300 habitants)
- Ninlaré (583 habitants)
- Ourkoum (540 habitants)
- Pini (1 049 habitants)
- Sorona (190 habitants)
- Soumara-Boumba (1 719 habitants)
- Soumarani (669 habitants)
- Tani (443 habitants)
- Tianra (189 habitants)
- Tiao (1 082 habitants)
- Toéré (527 habitants)
- Tombila (622 habitants)
- Torosso (172 habitants)
- Toungourou (551 habitants)
- Wawara (208 habitants)
- Yo (197 habitants)